# Stenurella vaucheri
Stenurella vaucheri es una especie de insecto coleóptero de la familia Cerambycidae. Estos longicornios se distribuyen por la península ibérica y el noroeste del norte de África.
Miden unos 6-8 mm. Son primaverales y florícolas.